# Championnat de Macao de football 2013
Navigation
Saison précédente Saison suivante
La saison 2013 du Championnat de Macao de football est la soixante-quatrième édition du Campeonato da Primeira Divisão, le championnat de première division à Macao. Les dix meilleures équipes macanaises sont regroupées au sein d’une poule unique où elles s'affrontent deux fois au cours de la saison. En fin de championnat, les deux derniers du classement sont relégués et remplacés par les deux meilleures équipes de deuxième division.
C'est le Clube Desportivo Monte Carlo qui est sacré cette saison après avoir terminé en tête du classement, avec un seul point d'avance sur le Casa do Sport Lisboa e Benfica et trois sur le triple tenant du titre, Windsor Arch Ka I. Il s’agit du cinquième titre de champion de Macao de l’histoire du club.
Le FC Porto de Macao ne participe pas au championnat cette saison, ce qui permet le repêchage de la formation du MFA Devleopment, sportivement reléguée la saison dernière.

## Les clubs participants
- Grupo Desportivo de Lam Pak
- PSP Macao
- Kuan Tai
- Lam Ieng
- Clube Desportivo Monte Carlo
- Casa do Sport Lisboa e Benfica
- MFA Development
- Windsor Arch Ka I
- Chao Pak Kei - Promu de Segunda Divisão
- Kei Lun - Promu de Segunda Divisão

## Compétition
Le barème utilisé pour établir le classement est le suivant :
- Victoire : 3 points
- Match nul : 1 point
- Défaite : 0 point

### Classement
| Rang | Équipe                          | Pts | J  | G  | N | P  | Bp | Bc | Diff |
| ---- | ------------------------------- | --- | -- | -- | - | -- | -- | -- | ---- |
| 1    | Clube Desportivo Monte Carlo    | 49  | 18 | 16 | 1 | 1  | 57 | 9  | +48  |
| 2    | Casa do Sport Lisboa e BenficaC | 48  | 18 | 16 | 0 | 2  | 69 | 4  | +65  |
| 3    | Windsor Arch Ka IT              | 46  | 18 | 15 | 1 | 2  | 61 | 13 | +48  |
| 4    | Grupo Desportivo de Lam Pak     | 36  | 18 | 12 | 0 | 6  | 55 | 22 | +33  |
| 5    | PSP Macao                       | 23  | 18 | 7  | 2 | 9  | 24 | 33 | -9   |
| 6    | Lam Ieng                        | 22  | 18 | 7  | 1 | 10 | 29 | 52 | -23  |
| 7    | Kuan Tai                        | 18  | 18 | 6  | 0 | 12 | 22 | 35 | -13  |
| 8    | Chao Pak KeiP                   | 18  | 18 | 6  | 0 | 12 | 28 | 53 | -25  |
| 9    | Kei LunP                        | 7   | 18 | 2  | 1 | 15 | 16 | 80 | -64  |
| 10   | MFA Development                 | 0   | 18 | 0  | 0 | 18 | 8  | 68 | -60  |

|  | Champion de Macao 2013                                                              |
|  | Relégation directe en Segunda Divisão                                               |
|  | T : Tenant du titre C : Vainqueur de la Coupe de Macao P : Promu de Segunda Divisão |

### Résultats
| Résultats (▼dom., ►ext.)       | BEN  | MON | CPK | LP  | KL   | KT  | LI  | MFA | PSP | WIN |
| Casa do Sport Lisboa e Benfica |      | 2-0 | 3-0 | 1-0 | 11-0 | 1-0 | 3-0 | 8-0 | 1-0 | 3-0 |
| Clube Desportivo Monte Carlo   | 2-0  |     | 4-0 | 5-1 | 1-0  | 6-0 | 3-0 | 1-0 | 2-1 | 3-2 |
| Chao Pak Kei                   | 0-4  | 0-5 |     | 1-4 | 3-1  | 4-3 | 3-1 | 5-2 | 1-4 | 0-5 |
| Grupo Desportivo de Lam Pak    | 1-2  | 1-2 | 4-0 |     | 4-1  | 1-0 | 5-0 | 7-0 | 5-1 | 2-3 |
| Kei Lun                        | 0-12 | 0-5 | 0-4 | 1-6 |      | 0-2 | 1-4 | 3-1 | 1-3 | 0-8 |
| Kuan Tai                       | 0-1  | 1-5 | 1-0 | 0-3 | 3-1  |     | 0-1 | 4-2 | 2-0 | 0-1 |
| Lam Ieng                       | 0-5  | 0-7 | 3-2 | 1-5 | 4-3  | 3-2 |     | 8-0 | 0-1 | 0-7 |
| MFA Development                | 0-5  | 0-3 | 1-4 | 0-4 | 1-2  | 0-1 | 1-4 |     | 0-3 | 0-3 |
| PSP Macao                      | 0-7  | 0-2 | 3-0 | 0-2 | 2-2  | 3-2 | 0-0 | 1-0 |     | 0-1 |
| Windsor Arch Ka I              | 1-0  | 1-1 | 5-1 | 4-0 | 6-0  | 3-1 | 4-0 | 2-0 | 5-2 |     |

## Bilan de la saison
| Championnat de Macao de football 2013 |                                         |
| Champion                              | Clube Desportivo Monte Carlo (5e titre) |
| Coupes et trophées                    |                                         |
| Vainqueur de la Coupe de Macao 2013   | Casa do Sport Lisboa e Benfica          |
| Qualifications continentales          |                                         |
| Coupe du président de l'AFC 2014      | Aucun                                   |
| Promotions et relégations             |                                         |
| Promus en Primeira Divisão            | Lai Chi                                 |
| Promus en Primeira Divisão            | Sporting Clube de Macau                 |
| Relégués en Segunda Divisão           | MFA Development                         |
| Relégués en Segunda Divisão           | Kei Lun                                 |